# Blinde-Ezelstraat
De Blinde-Ezelstraat is een straatje in het hart van het historisch centrum van Brugge.

## Beschrijving
In dit straatje dat, tussen het stadhuis en de Civiele Griffie, loopt van de Burg naar de Vismarkt, werd in een document van 1490 de herberg Den Blinden Ezele genoemd, die paalde aan de griffie.
'Blinde ezel' verwees, volgens Karel De Flou, naar de gewoonte van de brouwers om de ezels te blinddoeken die in de tredmolen van de mouterij moesten stappen, en zo te verhinderen dat ze duizelig zouden worden. Het was niet de enige herberg die die naam droeg.
Er bestond een straat, herberg, hofstede of partij land die de naam Blinde ezel droeg in Ruiselede, Sint-Joris-ten-Distel, Oedelem, Diksmuide, Rumbeke, Staden.